# ديفيد أو. راسل
ديفيد أو. راسل (بالإنجليزية: David O. Russell)‏ مواليد 20 أغسطس 1958 في مدينة نيويورك بالولايات المتحدة الأمريكية، مخرج سينمائي وكاتب، من أفلامه ثلاثة ملوك 1999 ، المقاتل 2010 ، المعالجة بالسعادة 2012 وفيلم ابتزاز أمريكي عام 2013 وفيلم جوي عام 2015

## الجوائز والترشيحات
حصل على ثلاثة ترشيحات للأوسكار، ترشيحين عن فيلمه المعالجة بالسعادة وترشيح عن فيلم المقاتل وفاز بـ 24 جائزة في المهرجانات السينمائية المختلفة

## روابط خارجية
- ديفيد أو. راسل على موقع IMDb (الإنجليزية)
- ديفيد أو. راسل على موقع الموسوعة البريطانية (الإنجليزية)
- ديفيد أو. راسل على موقع روتن توميتوز (الإنجليزية)
- ديفيد أو. راسل على موقع مونزينجر (الألمانية)
- ديفيد أو. راسل على موقع ألو سيني (الفرنسية)
- ديفيد أو. راسل على موقع ميوزك برينز (الإنجليزية)
- ديفيد أو. راسل على موقع تيرنر كلاسيك موفيز (الإنجليزية)
- ديفيد أو. راسل على موقع أول موفي (الإنجليزية)
- ديفيد أو. راسل على موقع بوكس أوفيس موجو (الإنجليزية)
- ديفيد أو. راسل على موقع قاعدة بيانات الأفلام السويدية (السويدية)